# Mestre Salustiano
 (avril 2025).
Manoel Salustiano Soares, mieux connu sous le nom de Mestre Salustiano, (Aliança, 12 novembre 1945 — Recife, 31 août 2008) est un acteur, musicien, compositeur et artisan brésilien. Il était considéré comme l’une des plus grandes autorités en matière de culture populaire à Pernambuco.
Salustiano était un coupeur de canne à sucre dans la région de Zona da Mata à Pernambuco. Il a commencé à jouer du violon à l'âge de 7 ans, suivant la carrière de son père, João Salustiano, qui jouait de l'instrument.
Considéré comme l'un des précurseurs du manguebeat - et maître de noms tels que Siba, Antônio Nóbrega et Chico Science - il fut l'un des principaux responsables de la préservation des manifestations culturelles de la Zona da Mata, telles que la ciranda, le coco, le maracatu et le caboclinho.
En 2007, il a été honoré pour ses 54 ans de carrière et a reçu le titre de « Patrimoine vivant du Pernambouc ».
Il est le fondateur du maracatu rural Piaba de Ouro.
Mestre Salustiano meurt à l'âge de 62 ans d'une arythmie cardiaque causée par la maladie de Chagas et est enterré au cimetière Morada da Paz à Paulista.